# Michael Elber
Michael Elber (* 6. Oktober 1957) ist ein Schweizer Theaterregisseur für Theater mit Menschen mit geistiger Behinderung. Er ist Gründer und künstlerischer Leiter des Theater HORA.

## Leben
Elber erlangte im Jahr 1978 das Lehrerdiplom und war anschliessend als Lehrer tätig.
Von 1981 bis 1987 war er mit verschiedenen Strassentheaterproduktionen auf Tourneen in der Schweiz und in Italien.
1989 begann Elber die Theaterarbeit mit Menschen mit geistiger Behinderung und realisierte sein erstes Theaterprojekt mit geistig behinderten Heimbewohnern, das in kleinem Rahmen für Eltern und Bekannte aufgeführt wurde. Daraus wuchs die Idee einer Theaterkulturwerkstatt für Menschen mit geistiger Behinderung.
Im Jahr 1992 gab Elber dem Theater den Namen HORA und am 15. Januar 1993 war Uraufführung des ersten Stücks Aber Zeit ist Leben und das Leben wohnt im Herzen, frei nach Michael Endes Momo.
Seit 1993 sind 33 Produktionen im Theater HORA entstanden. Elber führte bei 17 Produktionen Regie und war bei den anderen als Co-Regisseur, Produktionsleiter oder Dramaturg tätig.
Im Jahr 1998 wurde dem Theater HORA der mit 100’000 Schweizer Franken dotierte Sozial- und Kulturpreis der ZFV-Unternehmungen verliehen.